# Nyoma parallela
Nyoma parallela là một loài bọ cánh cứng trong họ Cerambycidae.